# Lake Ngaroto
Der Lake Ngaroto ist ein See im Waipa District der Region Waikato auf der Nordinsel von Neuseeland.

## Geographie
Der Lake Ngaroto befindet sich rund 4,8 km nordnordwestlich von Te Awamutu und rund 13 km südlich von Hamilton. Der See, der sich auf einer Höhe von 34 m befindet, umfasst eine Fläche von rund 91,75 Hektar und erstreckt sich über eine Länge von rund 2 km in Nordnordwest-Südsüdost-Richtung. Seine maximale Breite misst 1,2 km und seine maximale Tiefe rund 3,8 m. Das Wassereinzugsgebiet des Sees umfasst eine Fläche von 19,87 km².
Rund 750 m östlich des Sees führt der New Zealand State Highway 3 vorbei.
Gespeist wird der See von einigen kleinen Bächen aus dem Umland, wohingegen die Entwässerung des Gewässers an seinem nördlichen Ende in den Mangaotama Stream erfolgt.

## Erholungsgebiet
Der See ist Teil eines 149,1 Hektar großen Erholungsgebietes, das vom Waipa District Council geschützt und verwaltet wird.